# Андрущенко Володимир Леонідович
Андрущенко Володимир Леонідович (7 квітня 1940, с. Глинськ Світловодського району Кіровоградської області) — український вчений-економіст, Заслужений діяч науки і техніки України, доктор економічних наук, професор (2002)

## Освіта
Закінчив фінансово-економічний факультет Київського інституту народного господарства.

## Науково-педагогічна діяльність
1970–2001 — викладав у Тернопільському фінансово-економічному інституті (нині ЗУНУ).
У травні 2001 переведений на роботу в Академію державної податкової служби України (доцент, професор кафедри податкової політики й оподаткування).
Від вересня 2002 за сумісництвом — доцент кафедри фінансів ТАНГу.

## Науковий доробок
Автор понад 80 наук. праць.